# Cirokumulus
Cirokumulus (međunarodna kratica Cc) je bijeli oblak koji čine sitni odvojeni okruglasti elementi katkada poredani u nizove ili rebra, između kojih se vidi plavo nebo. Prema obliku može biti slojevit (stratiformis), lećast (lenticularis), poput dvorca s tornjevima (castellanus) i pramena vune (floccus). Nema sjenu. Sastoji se isključivo od ledenih kristalića, a pojavljuje se na visinama između 5 i 13 kilometara (u umjerenim zemljopisnim širinama). Mogu biti debeli od nekoliko desetaka do stotina metara. Ne daje oborine. Često nastaje na tragovima zrakoplova.
Cirokumulusi su mali ledeni oblaci, slični "ovčicama", sastavljeni od malih, bijelih pjega, kao da nebo prekriva čipka. Raspoređeni su u više ili manje pravilnim prugama ili skupinama. Širina pojedinih elemenata oblaka ne prelazi 1°. Kroz rupice se vidi plavo nebo, među bijelim grudicama, zbog čega oblak može izgledati kao mreža ili pčelinje saće.

## Vrste oblaka prema visini i obliku
Osnovna podjela oblaka temelji se na činjenici da je, usprkos velikoj raznolikosti oblaka, moguće izdvojiti ograničen broj svojstvenih oblika, koji se često mogu naći u gotovo svim dijelovima svijeta. Takva podjela svojstvenih oblika sadrži podjelu na rodove, vrste i podvrste, a kao dopunu daje i odlike koje detaljnije opisuju pojedina svojstva oblaka. Druga osnovna podjela odnosi se na visinu na kojoj se pojavljuju oblaci.
S obzirom na visinu nad tlom na kojoj se pojavljuju, razlikuju se niski, srednji i visoki oblaci te oblaci okomitog razvoja. U umjerenim zemljopisnim širinama niski oblaci nalaze se na visinama između tla i 2 km, srednji na visinama između 2 i 7 km, a visoki između 7 i 13 km. Oblaci okomitog razvoja pojavljaju se u pravilu na visinama između 800 m i 13 km (iznimno i do 16 km). Gornje su granice slojeva oblaka u tropima podignute za koji kilometar, a u polarnim su predjelima za nekoliko kilometara spuštene.
Prvu morfološku razredbu oblaka izradio je 1803. engleski amaterski meteorolog Luke Howard (1772. – 1864.) i ona se u proširenom obliku zadržala do danas. Osnovna je pretpostavka te podjele da je unatoč velikoj raznovrsnosti oblika oblaka moguće izdvojiti 10 vrsta karakterističnih oblika koji se nalaze u svim krajevima svijeta:
- visoki oblaci: cirus (Ci), cirostratus (Cs) i cirokumulus (Cc),
- srednje visoki oblaci: altostratus (As) i altokumulus (Ac),
- niski oblaci: stratokumulus (Sc), stratus (St) i nimbostratus (Ns),
- oblaci okomitog razvoja: kumulus (Cu) i kumulonimbus (Cb).

Vrste se dalje dijele na podvrste: castellanus (poput dvorca s tornjevima), fibratus (vlaknast), floccus (poput pramena vune), fractus (izlomljen), lentikularis (lećast), nebulosus (bezobličan), stratiformis (slojevit), uncinus (kukičast), spissatus (zgusnut) i tako dalje. Neki oblici dodatno karakteriziraju pojedine oblake, na primjer vrh u obliku nakovnja (inkus) ili vrećaste izbočine na podnici (mamatus).

## Slike
|                                |                                                            |                                                       |                         |
| Cirokumulusi u ljetno popodne. | Cirrocumulus floccus ili cirokumulusi oblika pramena vune. | Cirrocumulus stratiformis ili slojeviti cirokumulusi. | Stvaranje cirokumulusa. |